# Вісім безсмертних КПК
Вісім безсмертних Комуністичної партії Китаю — назва 8 впливових керівників КПК старшого покоління, які мали значну владу в 1980-1990-і.:112 У Китаї вони називалися «Вісім великих високопоставлених чиновників» (кит.: 八大 元老 — Bā dà yuán lǎo). 
Термін виник у 1990-і і можливо є алюзією на «вісім даоських святих».
Ден Сяопін, який став вищим лідером Китаю в грудні 1978 року за результатами 3-го пленарного засідання Центрального комітету 11-го скликання, був найвпливовішим у групі, але його влада ніколи не була абсолютною, і йому доводилося радитися та йти на компроміси з іншими сімома Старійшинами, найвидатнішими з яких були Чень Юнь і Лі Сяньнянь (вважалися другим і третім за владою, відповідно, і обидва пов’язані з лівими прихильниками жорсткої лінії та опозицією до реформ і ринково-орієнтованої економіки). Серед союзників Дена серед Старійшин були Ян Шанкунь і Пен Чжень. До кінця 1980-х років усі старійшини, включно з самим Деном, об’єдналися в опозиції до подальших політичних реформ, водночас дотримуючись різних поглядів на економічні та зовнішні справи.

## Членство
Членство ніколи не було офіційно заявлено. Оскільки Ден Сяопін є головним володарем влади, вісім старійшин прийнято включати:
| Ім'я                    | Зображення | Займана(і) посада(и). | Місце народження (Походження)      | Посил             |
| ----------------------- | ---------- | --- | ---------------------------------- | ----------------- |
| Ден Сяопін (1904–1997)  |            | Найвищий лідер (1978–1989) Постійний комітет Політбюро (1977–1987) Китайська народна політична узгоджувальна рада Голова (1978–1983) Центральна військова комісія Голова (1981–1989) Центральна дорадча комісія Голова (1982–1987) | Гуан'ань, Сичуань (Цзішуй, Цзянси) | [ 4 ] [ 3 ] [ 5 ] |
| Чень Юнь (1905–1995)    |            | Постійний комітет Політбюро (1978–1987) Центральна комісія з перевірки дисципліни Перший секретар (1979–1987) Центральна дорадча комісія КПК Голова (1987–1992)                                                                    | Цінпу, Шанхай                      | [ 3 ] [ 5 ]       |
| Пен Чжень (1902–1997)   |            | Голова Постійного комітету Всекитайських зборів народних представників (1983–1988) | Хоума, Шаньсі                      | [ 3 ] [ 5 ]       |
| Ян Шанкунь (1907–1998)  |            | Президент КНР (1988–1993) Центральна військова комісія Віце-голова (1982–1992) | Туннань, Chongqing                 | [ 3 ] [ 5 ]       |
| Бо Їбо (1908–2007)      |            | Центральна дорадча комісія КПК Віце-голова (1982–1992) | Дінсян, Шаньсі                     | [ 3 ] [ 5 ]       |
| Лі Сяньнянь (1909–1992) |            | Постійний комітет Політбюро ЦК КПК (1977–1987) Президент КНР (1983–1988) Китайська народна політична узгоджувальна рада Голова (1988–1992)                                                                                         | Хуан'ань, Хубей                    | [ 3 ] [ 5 ]       |
| Ван Чжень (1908–1993)   |            | Віцепрезидент Китайської Народної Республіки (1988–1993) Центральна дорадча комісія КПК Віце-голова (1985–1992) | Люян, Хунань                       | [ 3 ] [ 5 ]       |
| Сун Женьцюн (1909–2005) |            | Центральна дорадча комісія КПК Віце-голова (1985–1992) | Люян, Хунань                       | [ 6 ] [ 3 ] [ 5 ] |